# Mahlunjärvi
Mahlunjärvi är en sjö i Finland. Den ligger i kommunen Saarijärvi i landskapet Mellersta Finland, i den centrala delen av landet, 280 km norr om huvudstaden Helsingfors. Mahlunjärvi ligger 121,5 meter över havet. I omgivningarna runt Mahlunjärvi växer i huvudsak blandskog. Den är 28 meter djup. Arean är 7,14 kvadratkilometer och strandlinjen är 33,2 kilometer lång. Sjön  ingår i Kymmene älvs huvudavrinningsområde. 